# Астроклімат
Астроклімат (Астрономічний клімат) — сукупність атмосферних умов, що впливають на якість астрономічних спостережень. Найважливішими з них є прозорість повітря, ступінь його однорідності (що впливає на «різкість» зображення об'єктів), величина фонового свічення атмосфери, добові перепади температури та сила вітру. В оптичному діапазоні прозорість земної атмосфери досить велика: світло зорі, що знаходиться в зеніті, при спостереженні з рівня моря послаблюється на 25-50% (слабше – у червоного, сильніше – у блакитного кінця спектру), а з висоти сучасної гірської обсерваторії (2500- 3000 м) у середньому на 20%. В ультрафіолетовому (УФ) діапазоні прозорість атмосфери різко знижується: для хвиль коротше 280 нм вона практично непрозора. В інфрачервоному (ІЧ) діапазоні прозорість атмосфери дуже неоднорідна: існує кілька потужних смуг поглинання молекулами кисню та води. Тому для спостереження в близькому ІЧ діапазоні телескопи встановлюють у сухих високогірних районах, наприклад, у чилійській пустелі Атакама або на вершинах древніх гавайських вулканів (висота понад 4000 м).